# Alana Boyd
Alana Boyd (Melbourne, 10 de maio de 1984) é uma atleta australiana especialista no salto com vara.

## Carreira

### Rio 2016
Alana Boyd representou seu país na Rio 2016, após se qualificar para as finais. Ficou em quarto lugar com 4.80m, perdendo o bronze no desempate.